# Historiografia da Alemanha
A historiografia da Alemanha trata da forma como os historiadores representaram, analisaram e debateram a história da Alemanha. Também abrange a memória popular de eventos, ideias e figuras históricas importantes, bem como a representação desses acontecimentos em museus, monumentos, recriações, encenações e sítios históricos, além da edição de documentos históricos.

## Idade Moderna
Durante os séculos XVII e XVIII, a produção histórica nos territórios de língua alemã esteve associada à erudição humanista e ao interesse por crônicas regionais, genealogias e registros eclesiásticos. Um exemplo representativo é o Diarium Europaeum, periódico fundado por Martin Meyer (também conhecido como Philemerus Irenicus Elisius), publicado entre 1659 e 1683 em 45 volumes. A obra reúne relatos sobre eventos contemporâneos ocorridos no Sacro Império Romano-Germânico.
Ao longo do século XVIII, autores como Justus Möser (1720–1794) procuraram integrar temas sociais e culturais às narrativas locais, como em sua obra História de Osnabruque (1768), antecipando preocupações características da futura historiografia social.

## Historiografia do século XIX

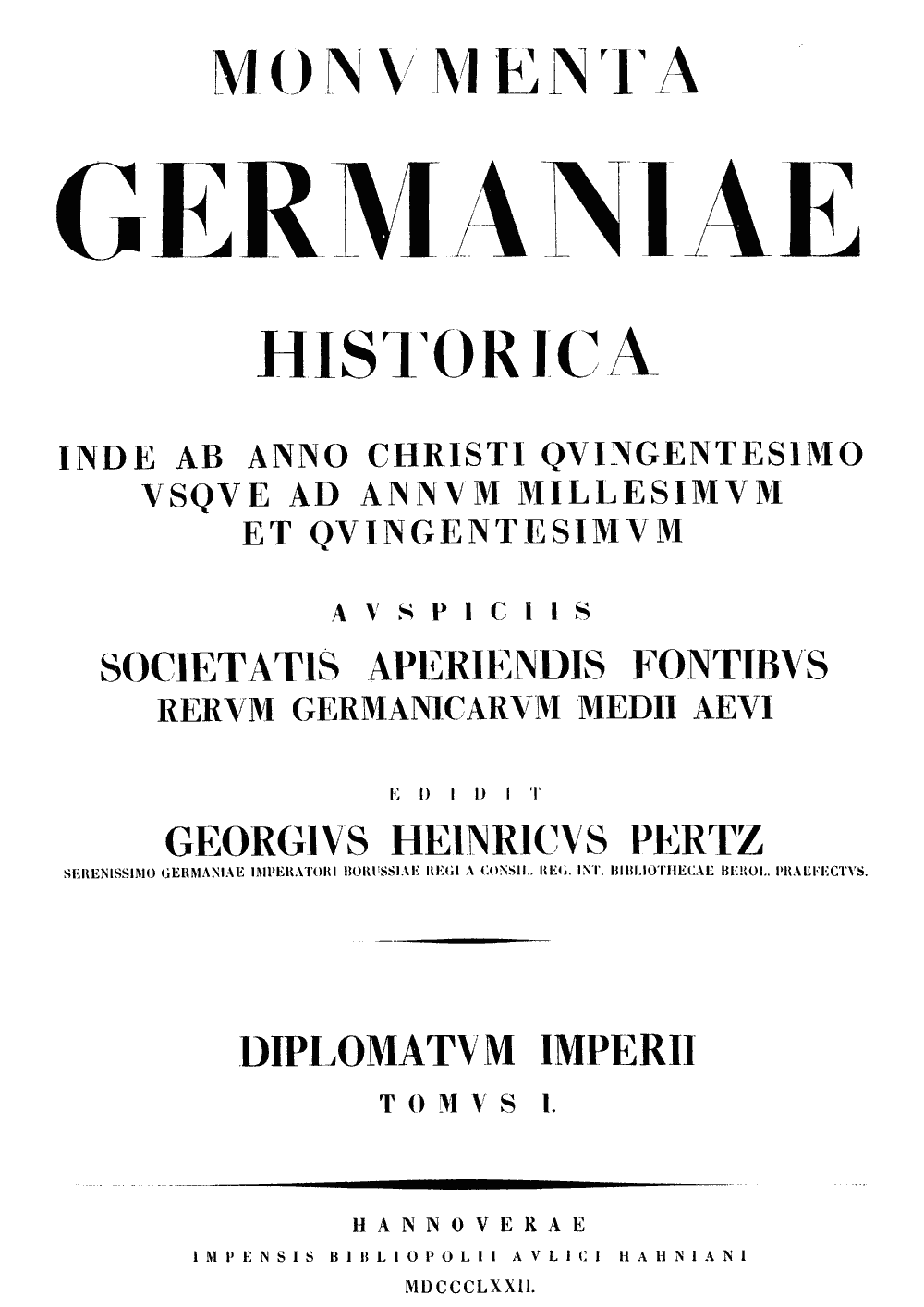
Monumenta Germaniae Historica

Com o avanço do século XIX, a edição sistemática de fontes medievais tornou-se um eixo central da erudição histórica germânica. Destaca-se nesse contexto o projeto Monumenta Germaniae Historica (MGH), fundado em 1819 por Karl vom Stein, com o objetivo de reunir e publicar documentos produzidos entre o fim do Império Romano e o ano de 1500. O primeiro volume foi publicado em 1826 sob a direção de Georg Heinrich Pertz, sendo posteriormente continuado por Georg Waitz.

### Niebuhr
Barthold Georg Niebuhr (1776–1831) foi um dos principais historiadores alemães da Roma Antiga e é amplamente considerado um dos fundadores da historiografia acadêmica moderna. A partir de 1810, passou a lecionar na Universidade de Berlim, onde influenciou estudantes ao associar o estudo da história romana à formação do patriotismo alemão. Suas análises sobre economia e governo romanos foram mobilizadas para refletir sobre o presente político da Confederação Germânica.
Niebuhr foi uma figura proeminente da Era Romântica e tornou-se símbolo do espírito nacional alemão que emergiu após a derrota das tropas germânicas por Napoleão Bonaparte na Batalha de Jena–Auerstedt (1806). Ao mesmo tempo, sua obra permanecia profundamente ligada ao espírito crítico e racionalista do Iluminismo, como evidenciado na adoção de pressupostos filológicos, no rigor analítico e na atenção tanto aos aspectos gerais quanto aos particulares da história.
Defensor da centralidade das fontes primárias, Niebuhr destacou a importância da filologia para a crítica documental e argumentou que o estudo do passado deveria se basear em evidências diretas, e não apenas em narrativas literárias ou tradições.

### Leopold von Ranke

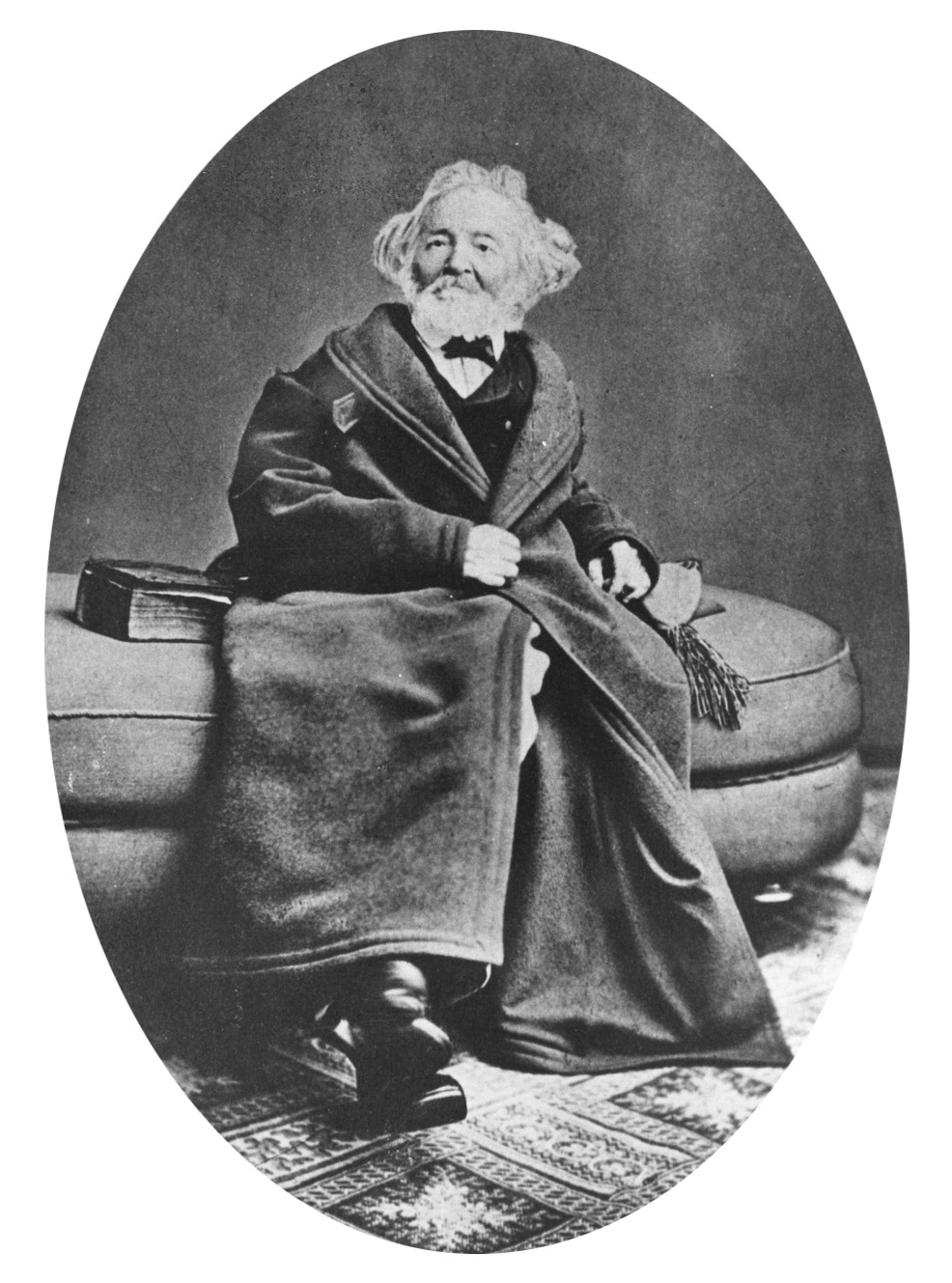
Leopold von Ranke (1795–1886) estabeleceu os métodos modernos da pesquisa histórica em seu seminário em Berlim.

O estudo acadêmico moderno da história e os métodos da historiografia foram desenvolvidos nas universidades alemãs do século XIX, especialmente na Universidade de Berlim e na Universidade de Göttingen. Leopold von Ranke (1795–1886), atuando em Berlim, foi a figura central nesse processo e é amplamente considerado o fundador da história moderna baseada em fontes primárias. Segundo Caroline Hoefferle, Ranke foi “provavelmente o historiador mais importante para moldar a profissão histórica tal como surgiu na Europa e nos Estados Unidos no final do século XIX”.
Ranke introduziu o método de ensino por seminário, que colocava os estudantes em contato direto com documentos históricos e incentivava a pesquisa em arquivos. Sua primeira obra, publicada em 1824 — História dos Povos Latinos e Teutônicos de 1494 a 1514 — apresenta um amplo uso de fontes, incluindo memórias, diários, cartas, documentos oficiais, despachos diplomáticos e relatos de testemunhas oculares. Ao longo de sua extensa carreira, Ranke estabeleceu os padrões da historiografia moderna, enfatizando a confiabilidade das fontes, a centralidade da narrativa histórica e o foco na política internacional (Außenpolitik). Para ele, a história deveria ser escrita “como realmente aconteceu” (wie es eigentlich gewesen), com base em fontes autênticas, evitando especulações ou interpretações subjetivas.
Ranke também rejeitava a abordagem teleológica da história, que tradicionalmente via cada período como inferior ao que o sucedia. Para ele, o historiador deveria compreender cada época em seus próprios termos e buscar apenas ideias dominantes que caracterizaram cada período histórico específico. Em 1831, a pedido do governo prussiano, Ranke fundou e editou o primeiro periódico histórico do mundo, a Historisch-Politische Zeitschrift.

### Hegel

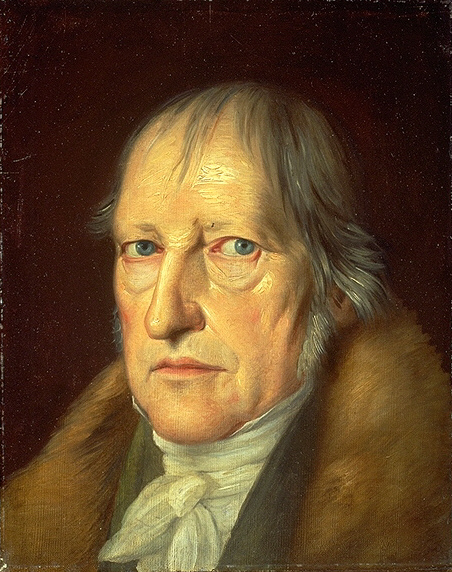
Georg Wilhelm Friedrich Hegel (1770–1831), filósofo alemão cuja obra influenciou profundamente a historiografia por meio do Hegelianismo e da dialética hegeliana.

Outro pensador fundamental da tradição intelectual alemã foi Georg Wilhelm Friedrich Hegel, cuja concepção filosófica da história contrastava com a abordagem empírica e documental defendida por Leopold von Ranke. Para Hegel, a história mundial representava, em suas palavras, “o desenvolvimento da consciência do espírito sobre sua própria liberdade e a consequente realização dessa liberdade”. Essa concepção se expressa na tentativa de compreender como a liberdade se manifestou ao longo do tempo.
A principal preocupação histórica de Hegel era rastrear o surgimento e o progresso da ideia de liberdade. Em sua narrativa, ele inicia pela China e pela Índia, que, segundo ele, ofereciam condições limitadas para a liberdade individual. Em seguida, trata da Pérsia e da Grécia Antiga, que já apresentavam concepções mais desenvolvidas, e depois da Roma Antiga, que introduziu o princípio do governo baseado em leis. O Cristianismo teria dado um novo sentido espiritual à ideia romana de liberdade. No entanto, durante a Idade Média, o domínio da Igreja Católica teria levado a um período de estagnação.
O ponto de inflexão, segundo Hegel, ocorreu com o Renascimento e, sobretudo, com a Reforma Protestante. Para ele, a monarquia constitucional dos Estados germânicos, escandinavos e da Grã-Bretanha representava, até então, o estágio mais elevado de realização da liberdade. Hegel rejeitava a democracia, que via como uma forma instável e potencialmente regressiva de governo.
Sua interpretação da história baseava-se no método dialético, estruturado em três momentos: a “tese”, que representa o estado inicial das coisas; a “antítese”, que surge em oposição a essa situação (como Sócrates, o cristianismo ou Lutero); e a “síntese”, que resulta da tensão entre os dois polos, elevando a consciência da liberdade a um novo patamar.

### Karl Marx

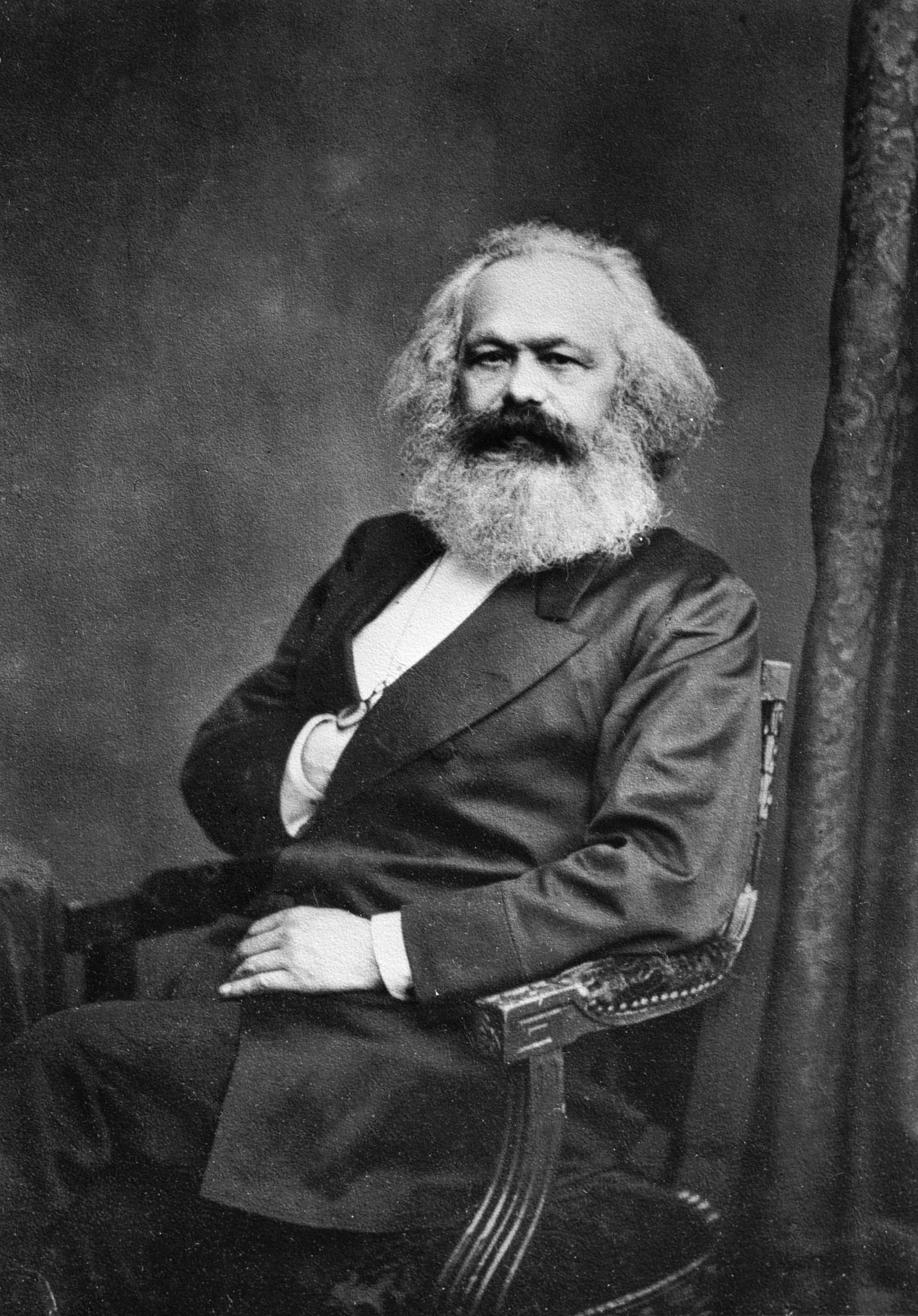
Karl Marx baseou-se no pensamento hegeliano para desenvolver o materialismo histórico.

Karl Marx utilizou o método dialético hegeliano, mas o reinterpretou de forma materialista, atribuindo primazia às condições materiais — especialmente às estruturas econômicas — em vez das ideias.
A principal contribuição de Marx à historiografia foi a formulação do conceito de materialismo histórico, segundo o qual a estrutura econômica de uma sociedade determina suas instituições políticas, jurídicas e culturais. Em sua teoria, o desenvolvimento histórico da Europa Ocidental ocorreria por meio de cinco estágios sucessivos, definidos pelos modos de produção predominantes.
O primeiro estágio, o comunismo primitivo, seria caracterizado pela ausência de propriedade privada e de classes sociais. Em seguida, viria a sociedade escravista, marcada pela consolidação do Estado e pela divisão social. O terceiro estágio seria o feudalismo, estruturado em torno da aristocracia e da Igreja Católica, com o fortalecimento progressivo do Estado-nação. O quarto estágio corresponde ao capitalismo, que emergiu após as revoluções burguesas, com a consolidação da economia de mercado, da propriedade privada e das instituições parlamentares.
Por fim, Marx previa a superação do capitalismo por meio de uma revolução proletária, dando origem ao estágio do socialismo, no qual os meios de produção passariam a ser controlados coletivamente. Esse estágio evoluiria para o comunismo pleno, uma sociedade sem classes e sem propriedade privada.

### Heinrich von Treitschke

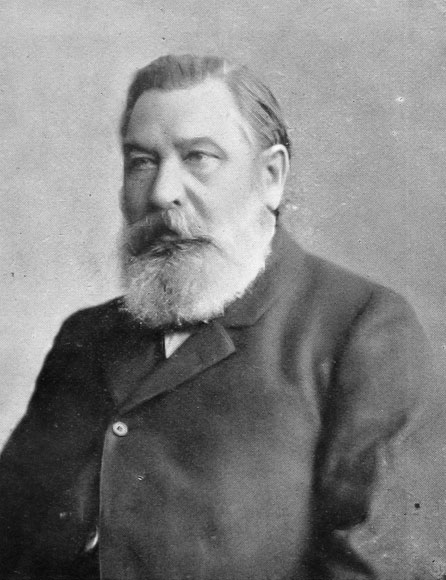
Heinrich von Treitschke tornou-se um dos mais importantes historiadores alemães no final do século XIX, destacando-se como uma figura influente no nacionalismo alemão e no antissemitismo.

Um historiador alemão especialmente influente no final do século XIX foi Heinrich von Treitschke (1834–1896).
Ao longo do século XIX, o processo de nacionalização da história tornou-se comum em vários países europeus, acompanhando os movimentos de unificação e renascimento nacional. Historiadores passaram a valorizar as raízes culturais, linguísticas, religiosas e étnicas das nações, o que incentivou o fortalecimento de identidades coletivas e o apoio político de diversos grupos étnicos — especialmente alemães e italianos — a seus respectivos projetos de unificação. Na Alemanha, esse processo teve impacto profundo, oferecendo respaldo intelectual à unificação promovida entre 1870 e 1871.

### Outros historiadores
Johann Gustav Droysen (1808–1884) passou de seu interesse inicial pela Roma Antiga para o estudo da história da Prússia. Destacou-se especialmente por suas reflexões sobre a natureza da historiografia, defendendo com firmeza a autonomia da disciplina frente ao prestígio crescente das ciências naturais.
Karl Lamprecht (1856–1915) foi um dos historiadores mais controversos da Alemanha por volta de 1900. Seu principal objetivo era construir uma história cultural científica e abrangente da nação alemã. Suas propostas desafiaram os princípios estabelecidos por Leopold von Ranke, que então constituíam os fundamentos da historiografia acadêmica alemã.
Wilhelm Dilthey (1833–1911), historiador, psicólogo, sociólogo e filósofo, ocupou a cátedra de Hegel na Universidade de Berlim. É amplamente reconhecido por sua filosofia da história, por meio da qual propôs uma distinção epistemológica entre as ciências humanas e as ciências naturais. Seu objetivo era fundamentar teoricamente as ciências do espírito” (como história, direito e crítica literária), estabelecendo sua validade científica em termos próprios. Para Dilthey, a experiência humana se divide entre um mundo natural, regido por leis objetivas, e uma esfera interior, definida pela vontade, responsabilidade e reflexão autônoma. Sua abordagem foi frequentemente utilizada por historiadores para rebater críticas que negavam à história o status de conhecimento científico.
No campo da história religiosa, Adolf von Harnack (1851–1930) e Ernst Troeltsch (1865–1923) exerceram grande influência, inclusive fora da Alemanha. A obra de Harnack sobre o cristianismo primitivo ofereceu uma leitura liberal e protestante da tradição cristã. Troeltsch, por sua vez, explorou a sociologia da religião, articulando-a a partir da obra de Max Weber.

## Sonderweg
Um dos principais debates da historiografia alemã diz respeito ao conceito de Sonderweg (em português, “caminho especial”), que sugere que o desenvolvimento histórico da Alemanha teria se desviado do percurso considerado “normal” por outras nações da Europa Ocidental. Defensores dessa tese, como o historiador Fritz Fischer, identificam uma série de eventos que teriam contribuído para essa trajetória singular, como o fracasso da Revolução de 1848, o autoritarismo do Segundo Império Alemão (1871–1918) e a continuidade das elites imperiais durante a República de Weimar e o regime nazista. Esses elementos são interpretados como indícios de uma resistência estrutural ao liberalismo político e de uma tendência à centralização autoritária, que teriam diferenciado a Alemanha de outras potências europeias.
Por outro lado, críticos da tese do Sonderweg, entre eles Gerhard Ritter, argumentam que essa interpretação se baseia em uma seleção parcial de eventos e ignora a complexidade e a contingência do processo histórico. Segundo essa perspectiva, não haveria um caminho predeterminado que conduzisse necessariamente ao nazismo, mas sim uma confluência específica de circunstâncias políticas, sociais e econômicas. Mesmo entre os defensores da ideia de um Sonderweg, não há consenso quanto às suas causas ou ao momento de seu encerramento. Alguns historiadores situam o fim dessa suposta trajetória desviante no término da Segunda Guerra Mundial, mas o tema permanece objeto de debate na historiografia contemporânea.
Desde meados do século XX, a maioria dos historiadores passou a adotar uma postura mais cética em relação à existência de um “caminho exclusivamente alemão”. O historiador Heinrich August Winkler observa que, por muito tempo, setores intelectuais na Alemanha sustentaram positivamente a ideia de uma missão histórica especial para o país. Após 1945, essa mesma ideia foi reinterpretada de forma crítica, como uma ruptura com o modelo liberal-democrático do Ocidente. No entanto, a posição predominante atualmente rejeita a noção de um Sonderweg como explicação adequada para a trajetória histórica da Alemanha, ao mesmo tempo que questiona a ideia de um “caminho normal” de desenvolvimento, reforçando a diversidade das experiências nacionais.

## Século XX
Um projeto importante de edição de documentos históricos é o Die Deutschen Inschriften, iniciado em 1934, dedicado à coleta e edição de inscrições medievais e modernas.

## Debate sobre a Primeira Guerra Mundial
Fritz Fischer (1908–1999) foi um historiador alemão conhecido principalmente por sua análise das causas da Primeira Guerra Mundial. No início da década de 1960, Fischer publicou Os objetivos da Alemanha na Primeira Guerra Mundial, obra na qual defendeu a tese controversa de que a responsabilidade pelo início do conflito recaiu exclusivamente sobre o Império Alemão. O livro desencadeou um intenso debate entre historiadores na Alemanha e em outros países europeus, que se estende até o século XXI. A Encyclopedia of Historians and Historical Writing o descreveu como “o historiador alemão mais importante do século XX”.
Fischer argumentou que a Alemanha deliberadamente adotou uma política de provocação da guerra em julho de 1914 e que, durante o conflito, desenvolveu objetivos expansionistas comparáveis aos perseguidos por Adolf Hitler na Segunda Guerra Mundial. A publicação teve grande repercussão na Alemanha Ocidental, por desafiar a visão dominante segundo a qual Hitler representava uma ruptura na tradição política alemã, ao invés de uma continuidade. A obra também confrontava a narrativa comum que negava a responsabilidade alemã pelo início da guerra — conhecida como a “mentira da culpa da guerra” — e sustentava que as elites alemãs já desejavam o conflito desde, pelo menos, 1902.
Em sua obra The Politics of Illusion (1975), o historiador John Moses afirmou: “nenhum historiador alemão sério hoje pode se opor às evidências compiladas pela escola de Fischer”. Fischer teve grande influência sobre uma nova geração de historiadores, incluindo Imanuel Geiss. Contudo, suas ideias também foram fortemente criticadas por historiadores conservadores, especialmente Gerhard Ritter, que lideraram uma reação contra suas conclusões. Por outro lado, suas teses foram bem acolhidas na Alemanha Oriental, onde o historiador Fritz Klein considerou as conclusões de Fischer inquestionáveis.

### A decadência do Ocidente
Oswald Spengler (1880–1936) publicou A decadência do Ocidente (Der Untergang des Abendlandes) em dois volumes, lançados em 1918 e 1922, abrangendo toda a história mundial. A obra, amplamente traduzida, expressava uma visão profundamente pessimista, sugerindo que a civilização ocidental estaria em processo de decadência irreversível — uma interpretação que encontrou forte ressonância no contexto do pós-Primeira Guerra Mundial. O livro teve enorme impacto entre intelectuais na década de 1920. No entanto, suas formulações amplas e abrangentes da história exerceram pouca influência direta sobre a pesquisa acadêmica de historiadores profissionais na Alemanha.

## Escola de Bielefeld e a história social
A Escola de Bielefeld foi um influente grupo de historiadores alemães, originalmente sediado na Universidade de Bielefeld, que promoveu uma abordagem de história social e história política baseada na quantificação e na aplicação de métodos das ciências sociais, especialmente da sociologia e da ciência política. Entre seus principais representantes estão Hans-Ulrich Wehler, Jürgen Kocka e Reinhart Koselleck. Em contraste com a historiografia tradicional centrada em líderes e grandes eventos, a Escola de Bielefeld privilegiou os processos e estruturas socioculturais de longa duração. A concepção de história como “ciência social histórica” (nas palavras de Wehler) foi especialmente aplicada ao estudo da sociedade alemã nos séculos XIX e XX. Desde 1975, o grupo edita a revista acadêmica Geschichte und Gesellschaft: Zeitschrift für Historische Sozialwissenschaft.
A história social desenvolveu-se na historiografia da Alemanha Ocidental entre as décadas de 1950 e 1960 como alternativa à história nacional tradicional, deslegitimada pelo seu envolvimento com o nacional-socialismo. A vertente alemã da “história da sociedade” (Gesellschaftsgeschichte) consolidou-se a partir da década de 1960 por aplicar teorias sociológicas e políticas de modernização ao estudo histórico. A teoria da modernização, formulada por Wehler e outros integrantes da Escola de Bielefeld, buscava reformular a história alemã — tradicionalmente política e biográfica — em uma história integrada e comparativa das estruturas sociais, econômicas e culturais. Wehler baseou-se na teoria da modernização de Max Weber, mas também incorporou elementos de Karl Marx, Otto Hintze, Gustav Schmoller, Werner Sombart e Thorstein Veblen.

## Historikerstreite Alemanha Nazista
O Historikerstreit (em português, “disputa entre historiadores”) foi uma controvérsia intelectual e política ocorrida na Alemanha Ocidental, entre 1986 e 1987, sobre a interpretação dos crimes cometidos pelo regime nazista, especialmente em relação à sua comparabilidade com os crimes da União Soviética.
O debate dividiu intelectuais em dois principais blocos. De um lado, pensadores mais conservadores, como Ernst Nolte, defendiam uma abordagem baseada na teoria do totalitarismo, que colocava o nazismo e o comunismo soviético como expressões equivalentes de regimes totalitários. De outro lado, historiadores mais à esquerda argumentavam que o nazismo constituía um mal singular, cuja especificidade exigia tratamento diferenciado — posição que se vinculava a interpretações como a do Sonderweg (caminho particular da Alemanha). Os primeiros foram acusados de relativizar ou minimizar os crimes do Holocausto, enquanto os segundos foram criticados por negligenciar ou justificar os crimes do regime stalinista.
O Historikerstreit atraiu ampla atenção da mídia alemã na época, com artigos de opinião publicados nos principais jornais e entrevistas concedidas à televisão por vários participantes do debate. A controvérsia reacendeu brevemente em 2000, quando Ernst Nolte — um dos protagonistas do embate — recebeu o Prêmio Konrad Adenauer de Ciência, o que provocou nova onda de críticas e discussões públicas.

## Estudiosos proeminentes

### Historiadores alemães anteriores ao século XX
- Beatus Rhenanus (também conhecido como Beatus Bild) (1485–1547)
- Samuel von Pufendorf (1632–1694)
- Gottfried Leibniz (1646–1716)
- Justus Möser (1720–1794)
- Johann Gottfried Herder (1744–1803)
- Johann Gottlieb Fichte (1762–1814)
- Friedrich Carl von Savigny (1779–1861)
- Leopold von Ranke (1795–1886)
- Johann Gustav Droysen (1808–1884)
- Heinrich von Sybel (1817–1895)
- Karl Marx (1818–1883)
- Heinrich von Treitschke (1834–1896)
- Karl Lamprecht (1856–1945)

### Historiadores alemães dos séculos XX e XXI
- Martin Broszat
- Werner Conze
- Fritz Fischer
- Klaus Hildebrand
- Andreas Hillgruber
- Eberhard Jäckel
- Jürgen Kocka
- Hartmut Kaelble
- Friedrich Meinecke
- Hans Mommsen
- Wolfgang Mommsen
- Thomas Nipperdey
- Ernst Nolte
- Detlev Peukert
- Gerhard Ritter
- Hans Rothfels
- Oswald Spengler
- Michael Stürmer
- Klemens von Klemperer
- Hans-Ulrich Wehler
- Michael Wolffsohn
- Rainer Zitelmann

### Historiadores estrangeiros especializados em Alemanha
- Thomas Carlyle
- Alan Bullock
- Gordon A. Craig
- Richard J. Evans
- Ian Kershaw
- Claudia Koonz
- Timothy Mason
- George Mosse
- Steven Ozment
- Fritz Stern
- Henry Ashby Turner

### Historiadores especializados no Holocausto
- Yehuda Bauer
- Martin Broszat
- Christopher Browning
- Lucy Dawidowicz
- Norman Finkelstein
- Henry Friedlander
- Saul Friedländer
- Daniel Goldhagen
- Raul Hilberg
- Peter Longerich
- Michael Marrus
- Hans Mommsen
- R. J. Rummel
- Doris Bergen